# Sloche
Sloche – kanadyjski zespół rockowy, powstały w 1971 roku w Saguenay – wykonujący muzykę spod znaku rocka progresywnego i jazz-rocka. Rozwiązany w 1977 roku. Formacja jest jednym z czołowych przedstawicieli progresywnego boomu w Quebecu w latach 1974–1979. 

## Historia
Nazwa grupy pochodzi od słowa używanego w Quebecu na określenie mokrego śniegu. Jest to angielskie słowo błoto pośniegowe, ale w języku francuskim zapisano je tak samo.
Grupa powstała około 1971 roku, zaś jej pierwszy skład tworzyli: Marcel Pérginy (gitara; później South Gate 24, późniejszy WD Fisher), Pierre Bouchard (instrumenty klawiszowe, Jacques Collin (gitara basowa) i Fernand-Paré (perkusja). Do czasu wydania w 1975 roku debiutanckiego albumu – w składzie zespołu nastąpiło kilka zmian personalnych i fakt ten może wprowadzić w błąd muzycznych archeologów i stworzyć wrażenie, że w Quebecu istniały dwa inne zespoły o tej samej nazwie. Wynikiem pierwszej z nich było pojawienie się w zespole Réjeana Yacoli, absolwent, prestiżowego Conservatoire de Musique du Quebec. W tym okresie utwory Sloche są aranżowane z myślą o dwóch klawiszowcach, zaś w repertuarze formacji pojawiają się już takie utwory jak Stadaconé.
Skład zespołu wykrystalizował się w mieście Quebec (prowincja Antoine-Labelle) w momencie, gdy pianista R. Yacola, połączył siły z innymi absolwentami Konserwatorium, a byli to: Carroll Berard (gitara), Martin Murray (organy, syntezatory), Pierre Hebert (gitara basowa) i Gilles Chiassone (perkusja). Choć muzycy pierwszego składu, stopniowo odchodzili to Bouchard nadal pomagał w pracy na kompozycjami grupy (zwłaszcza Stadaconé i Isaacaron). 
Zespół podpisuje kontrakt z wytwórnią RCA Victor i nagrywa dwa, wybitne albumy w których recenzenci dopatrują się mniejszych, czy większych wpływów Mahavishnu Orchestra, Gentle Giant, a także rodzimych formacji Maneige, czy Opus-5.
Na debiucie Sloche pt. J'un Oeil, dominuje rock progresywny i oprócz Chiassone'a, zamieszczone tam utwory skomponowali wszyscy członkowie grupy. Według krytyków muzycznych, wpływy muzyczne zawarte na tym krążku – to z jednej strony zasłuchanie w to co działo się na scenie muzycznej Scena Canterbury (Caravan, Soft Machine, Hatfield and the North), z drugiej strony zaś wpływy jazz-rockowe i funkowe oraz echa fascynacji muzyką brytyjskiej formacji Gentle Giant. 
Przykładem tego drugiego jest otwierający płytę utwór C'pas la fin du Monde rozpoczynają przestrzenne syntezatory, płynnie przechodzące w dźwięki grane na pianinie Fendera we fragmentach funkowych. Następnie utwór przekształca się w psychodeliczne interludium, zanim powróci do groovowego finału. 
W momencie, gdy członkowie grupy śpiewają na głosy w utworze tytułowym, czy w Potage Aux Herbes Douteuses w efekcie uzyskując gładkie i jednolite brzmienie. Teksty są śpiewane po francusku – i pełnią drugoplanową rolę, nie mając wiele wspólnego z akcentem używanym w Quebecu.
W przeciwieństwie do formacji Maneige, która skłaniała się ku muzyce kameralnej, czy Harmonium, którego korzenie leżą w folku. Muzycy ze Sloche, wykonywali energetyczną muzykę ze złożonymi rytmami, zaś rockowy puls zespołu, dominował nad progresywną manierą. Nie poszliśmy na ustępstwa, ale nie byliśmy tylko intelektualistami... Byliśmy zbuntowanymi studentami... Próbowaliśmy przełamać schematy – wspomina Réjean Yacola.
Drugi album, zatytułowany Stadaconé (1976), przynosi pewne zmiany. Otóż odchodzi Chiasson, zastąpiony przez perkusistę Andre Roberge i perkusjonalistę Gillesa Ouelleta, zaś muzycy Sloche do swoich dźwięków dodali nieco więcej jazzu i funku, zbliżając się tym samym do tego co tworzyli w tym okresie, tacy wykonawcy jak: Chick Corea, Herbie Hancock, Stanley Clarke, Frank Zappa, czy Weather Report. Poziom umiejętności muzyków znacznie wzrósł, przynosząc dzieło międzynarodowego kalibru. 
Podobnie jak debiutancki album; Stadaconé spotkał się z pochlebnymi recenzjami krytyków, lecz bardzo krótko gościł na listach przebojów, nawet w Quebecu, gdzie zespół należał do najpopularniejszych wykonawców.
Utwory Sloche były odtwarzane w niektórych stacjach radiowych w Quebecu. Jednakże zespół nigdy nie odniósł wielkiego sukcesu komercyjnego, lecz sprzedał 25 tysięcy płyt, co stanowi przyzwoity wynik, jak na prog-rockową formację, nagrywającą płyty w czasach, gdy zbliżała się punk rockowa moda. 
W 1977 roku, po pięciu latach finansowej niepewności i pomimo wsparcia wytwórni RCA, grupa postanowiła zakończyć działalność, szybko pogrążając się w otchłani muzycznej nieświadomości mieszkańców Quebecu.
W 2009 roku obydwa albumy zostały zremasterowane i wydane ponownie na płytach kompaktowych. Wydawca, którym jest wytwórnia ProgQuébec – przez cztery lata toczyła batalie sądowe z biurokracją o zdobycie taśm-matek. Odnaleziono je w Nowym Jorku w przepastnych archiwach firmy Sony (obecnie właściciela katalogu wytwórni RCA).

## Dyskografia[7]

### Albumy
- J'un Oeil (RCA Victor, 1975)
- Stadaconé (RCA Victor, 1976)